# Brigita Švedska
Brigita Švedska, rojena kot Birgitta Birgersdotter, znana tudi kot  Brigita iz Vadstene, švedska redovnica, ustanoviteljica reda brigitink, mistikinja in svetnica, * 1303,  Uppland, Švedska, † 23. julij 1373, Rim, Papeška država.
Pred odločitvijo za redovništvo je bila poročena in tudi njena hči, Katarina Švedska, je danes priznana kot svetnica. Zunaj Švedske je bila znana tudi kot princesa Nericija.
Brigita je poleg Benedikta Nursijskega, Cirila in Metoda, Katarine Sienske in Edith Stein ena izmed šestih zavetnikov Evrope.
V slovenščini je leta 2015 izšla njena knjiga Nebeška razodetja.